# Nerocila madrasensis
Nerocila madrasensis là một loài chân đều trong họ Cymothoidae. Loài này được Ramakrishna & Ramaniah miêu tả khoa học năm 1978.